# Dionisio García Ibáñez
Dionisio Guillermo García Ibáñez (* 31. Januar 1945 in Guantánamo) ist Erzbischof von Santiago de Cuba.

## Leben
Der Erzbischof von Santiago de Cuba, Pedro Meurice, weihte ihn am 8. Juli 1985 zum Priester.
Papst Johannes Paul II. ernannte ihn am 9. Dezember 1995 zum ersten Bischof des mit gleichem Datum errichteten Bistums Santísimo Salvador de Bayamo y Manzanillo. Erzbischof Meurice spendete ihm am 27. Januar des nächsten Jahres die Bischofsweihe; Mitkonsekratoren waren Carlos Jesús Patricio Baladrón Valdés, Weihbischof in San Cristóbal de la Habana, und José Siro González Bacallao, Bischof von Pinar del Río. Als Wahlspruch wählte er Tu brazo me sostiene.
Am 10. Februar 2007 wurde er zum Erzbischof von Santiago de Cuba ernannt und am 24. Februar desselben Jahres in das Amt eingeführt.
2009 wurde er erstmals zum Vorsitzenden der katholischen Bischofskonferenz Kubas gewählt und bei der nächsten Wahl im November 2013 in dieser Position bestätigt.